# Revolver (film fra 2005)
 For alternative betydninger, se Revolver (flertydig). (Se også artikler, som begynder med Revolver)
Revolver er en actionthrillerfilm fra 2005 der er skrevet af Guy Ritchie og Luc Besson og instrueret af Ritchie. Blandt de medvirkende af Jason Statham, Ray Liotta, Vincent Pastore og André Benjamin. Filmen omhandler en bondefanger, der søger hævn, og hvis metode er en universel formel, som sikrer sejren i alle slags spil det anvendes i.
Det er Ritchies fjerde film og den tredje, som omhandler kriminalitet og underverden, men den har også en stærkt filosofisk og buddistisk moral. Den blev udgivet i Storbritannien d. 22. september 2005, hvor den solgte dårligt og modtog negative anmeldelser. En ny version hvor flere scener var klippet om blev udgivet i USA d. 7. december 2007.

## Medvirkende
- Jason Statham som Jake Green
- Ray Liotta som Dorothy Macha
- Vincent Pastore som Zach
- André Benjamin som Avi
- Mark Strong som Sorter
- Tom Wu som Lord John
- Terence Maynard som French Paul (krediteret som Terrence Maynard)
- Andrew Howard som Billy
- Francesca Annis som Lily Walker
- Anjela Lauren Smith som Doreen
- Elana Binysh som Rachel

## Eksterne Henvisninger
- Revolver på Internet Movie Database (engelsk)
- Revolver på Filmdatabasen
- Revolver på Scope
- Revolver på AlloCiné (fransk)
- Revolver på MovieMeter (nederlandsk)
- Revolver på AllMovie (engelsk)
- Revolver hos British Film Institute (engelsk)
- Revolver på Turner Classic Movies (engelsk)
- Revolver på The Movie Database (engelsk)
- Revolver på Rotten Tomatoes (engelsk)